# Xã Warren, Quận Lake, Illinois
Xã Warren (tiếng Anh: Warren Township) là một xã thuộc quận Lake, tiểu bang Illinois, Hoa Kỳ. Năm 2010, dân số của xã này là 64.841 người.